# Úvalenské louky
Úvalenské louky jsou přírodní památka severně od obce Brumovice v okrese Opava. Důvodem ochrany jsou přirozené vlhké louky s řadou ostřic. Úvalenské louky se nazývají dle obce Úvalno v okrese Bruntál, se kterou sousedí.